# Karel Kachyňa

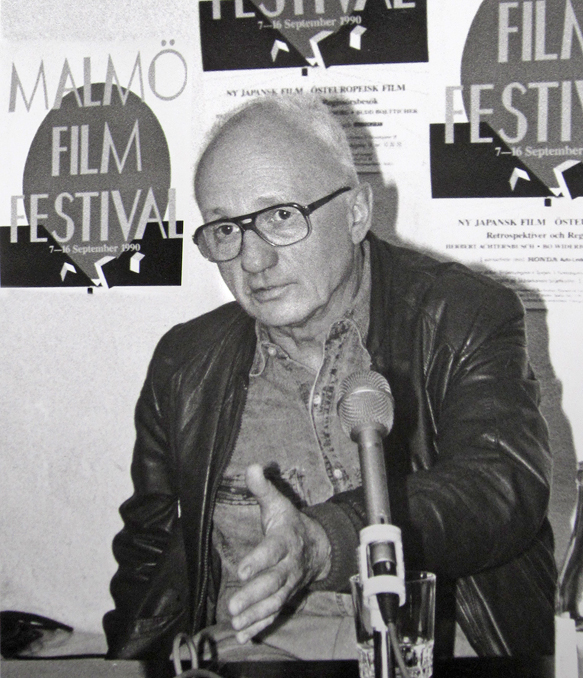
Karel Kachyňa (1990)

Karel Kachyňa (* 1. Mai 1924 in Vyškov; † 12. März 2004 in Prag) war ein tschechischer Regisseur und Drehbuchautor, der gelegentlich auch als Schauspieler auftrat.

## Leben
Kachyňa war 1951 einer der ersten Absolventen der Prager Filmhochschule FAMU. Zusammen mit Vojtěch Jasný drehte er Dokumentar- und Spielfilme, bevor er 1956 mit Die verlorene Spur sein Regiedebüt gab. Viele Filme Kachyňas entstanden in Zusammenarbeit mit dem Drehbuchautor Jan Procházka. Kachyňa war zunächst mit der Schauspielerin Eliška Kuchařová verheiratet, mit der eine Tochter hatte. In zweiter Ehe war er mit der Schauspielerin Alena Mihulová verheiratet, die er bei den Dreharbeiten zu Die kleine Krankenschwester (Originaltitel Sestřičky) kennenlernte.
Kachyňa gehörte zur Generation liberaler Regisseure der Tschechoslowakei der 1960er-Jahre, zu denen auch Miloš Forman und Jiří Menzel zählen. Häufig schildern Kachyňas Filme die psychischen Probleme junger Menschen.

## Filmografie
| - 1950: Věděli si rady - 1950: Není stále zamračeno - 1951: Za život radostný - 1953: Lidé jednoho srdce - 1953: Neobyčejná léta - 1954: Stará čínská opera - 1954: Z čínského zápisníku - 1955: Heute Abend geht alles zu Ende (Dnes večer všechno skončí) - 1956: Křivé zrcadlo - 1956: Die verlorene Spur (Ztracená stopa) - 1957: Pokušení - 1957: Mistrovství světa leteckých modelářů - 1958: Město má svou tvář - 1958: Čtyřikrát o Bulharsku - 1958: Tenkrát o Vánocích - 1959: König des Böhmerwalds (Král Šumavy) - 1960: Práče - 1961: Fesseln (Pouta) - 1962: Das Mädchen und der schwarze Hengst (Trápení) - 1963: Schwindelgefühl (Závrať) - 1964: Hoffnung (Naděje) - 1964: Nachmittags im Park (Vysoká zeď) - 1965: Es lebe die Republik (Ať žije republika) - 1966: Wagen nach Wien (Kočár do Vídně) - 1967: Noc nevěsty - 1968: Weihnachten mit Elisabeth (Vánoce s Alžbětou) - 1969: Ein lächerlicher, alter Herr (Smešný pán) - 1970: Das Ohr (Ucho) - 1970: Und wieder spring ich über Pfützen (Už zase skáču přes kaluže) - 1972: Der Zug in die Station Himmel (Vlak do stanice Nebe) - 1972: Das Geheimnis des großen Erzählers (Tajemství velikého vypravěče) - 1973: Legenda - 1973: Liebe (Láska) - 1974: Horká zima | - 1974: Das Mädchen hieß Pavlinka (Pavlínka) - 1974: Kleines Fräulein Robinson (Robinsonka) - 1975: Bratři - 1975: Das hässliche Dorf (Škaredá dědina) - 1976: Die kleine Meerjungfrau (Malá mořská víla) - 1977: Der Tod der Fliege (Smrt mouchy) - 1977: Begegnung im Juli (Setkání v červenci) - 1977: Warten auf Regen (Čekání na déšť) - 1979: Zlatí úhoři (TV) - 1980: Die Zuckerbaude (Cukrová bouda) - 1980: Liebe zwischen Regentropfen (Lásky mezi kapkami deště) - 1981: Das Schäfchenzählen (Počítání oveček) (TV) - 1981: Achtung, Visite! (Pozor, vizita!) - 1982: Franzi, oh Franzi! (Fandy, ó Fandy) - 1982: Velký případ malého detektiva a policejního psa Kykyna (TV) - 1983: Die kleine Krankenschwester (Sestřičky) - 1986: Der Tod der schönen Rehe (Smrt krásných srnců) - 1986: Gutes Licht (Dobré světlo) - 1987: Wohin meine Herren? (Kam, pánové, kam jdete?) - 1987: Das Regenbogenkügelchen (Duhová kulička) (TV) - 1988: Oznamuje se láskám vašim - 1988: Mädchen und Narren (Blázni a děvčátka) - 1989: Vlak dětství a naděje (TV-Serie) - 1991: Der letzte Schmetterling (Poslední motýl) - 1992: Nikolaus geht durch die Stadt (Městem chodí Mikuláš) - 1994: Prima sezóna (TV-Mehrteiler) - 1994: Kráva - 1995: Fany - 1998: Tři králové (TV-Serie) - 1999: Hanele - 2001: Otec neznámý (TV) - 2002: Kožené slunce (TV) - 2003: Cesta byla suchá, místy mokrá (TV) |

## Auszeichnungen
Kachyňa erhielt 1964 auf dem Internationalen Filmfestival von Locarno das Vela d'Argento in der Sparte „Bestes Filmdebüt“ für Nachmittags im Park. Im Jahr 1971 wurde er auf dem Festival Internacional de Cine de Donostia-San Sebastián für seinen Film Und wieder spring ich über Pfützen mit der Silbernen Muschel ausgezeichnet. Im Jahr 1990 lief Das Ohr aus dem Jahr 1970 im Wettbewerb der Filmfestspiele von Cannes.